# Cyclopogon comosus
Cyclopogon comosus är en orkidéart som först beskrevs av Heinrich Gustav Reichenbach, och fick sitt nu gällande namn av Burns-bal. och Edward Warren Greenwood. Cyclopogon comosus ingår i släktet Cyclopogon, och familjen orkidéer. Inga underarter finns listade i Catalogue of Life.